# روبرت هال (أستاذ جامعي)
روبرت هال (بالإنجليزية: Robert Hall) هو اقتصادي أمريكي، ولد في 13 أغسطس 1943 في بالو ألتو في الولايات المتحدة.